# تونی آلن (بسکتبال)
 تونی آلن (انگلیسی: Tony Allen؛ زادهٔ ۱۱ ژانویهٔ ۱۹۸۲) یک بازیکن بسکتبال اهل ایالات متحده آمریکا است.